# Penetration (Medizin)
Penetration (lateinisch penetrare ‚eindringen, durchdringen‘) bezeichnet in der Medizin das Eindringen von Gegenständen, Keimen, Tumoren oder Körperteilen generell in den Körper und innerhalb des Körpers in Nachbarorgane und -regionen.
Eine Infektion erfolgt durch Penetration des Krankheitserregers in die Zellen; auch kann ein Krankheitsprozess (z. B. Tumor, Ulcus) in Nachbarorgane oder -regionen „penetrieren“. Verletzungen durch spitze oder stumpfe Gegenstände sind ebenfalls penetrierend, wenn sie die Körperoberfläche durchdringen (s. a. Trauma (Medizin)).
Bei einer Dysphagie wird der Eintritt von Material (Speichel/Flüssigkeit/Nahrung/Refluat/Kontrastmittel) in den Kehlkopfeingang (Aditus laryngis), allenfalls bis zum Niveau der Stimmlippen als „Penetration“ bezeichnet. Diese ist von der Aspiration abzugrenzen, bei der Material auch unter die Glottisebene gelangt.
Penetration bedeutet in sexueller und rechtsmedizinischer Hinsicht auch das Einführen des Penis, von Sexspielzeug oder anderen Gegenständen in die Vagina bzw. den Anus.

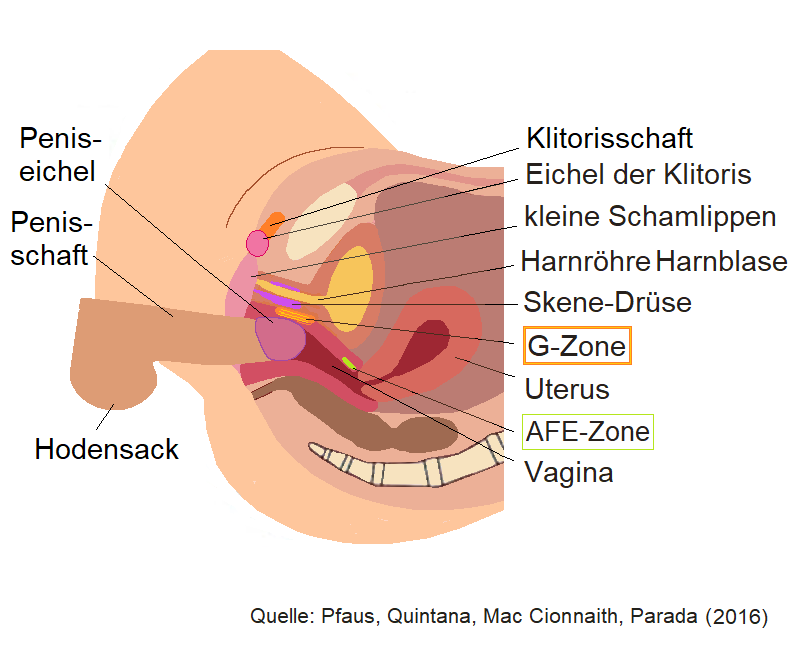
Penetration des Penis beim vaginalen Intimverkehr mit Berühren der G-Zone
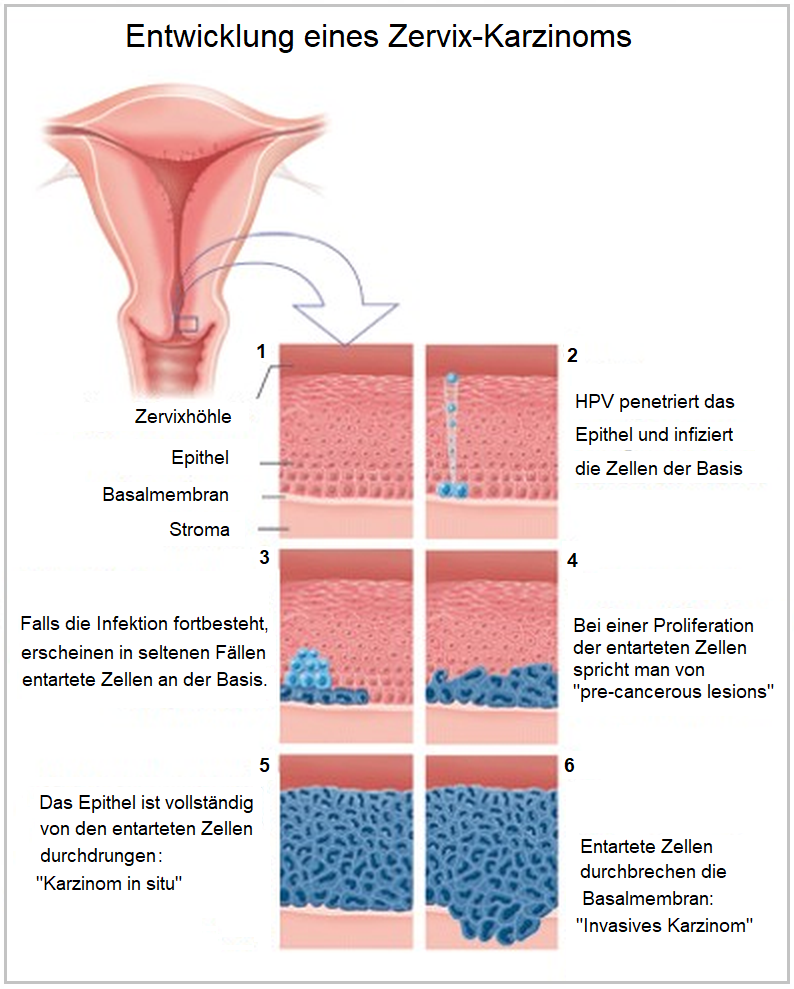
Entwicklung eines Zervixkarzinoms nach Penetration von HPV. Stadium 6: Penetration des Karzinoms in benachbartes Gewebe.
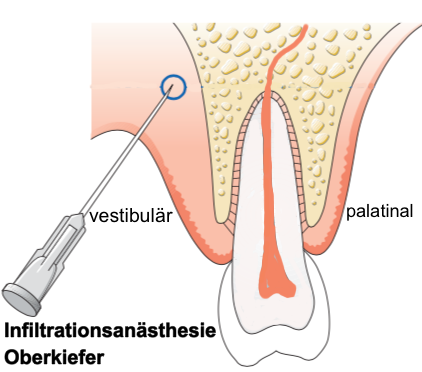
Penetration der Kanüle einer Betäubungsspritze für die Lokalanästhesie in der Zahnmedizin